# Werner Boost
Werner Boost (* 6. Mai 1928 in Düsseldorf) war ein deutscher mutmaßlicher Serienmörder, der als sogenannter Liebespaarmörder in die deutsche Kriminalgeschichte der 1950er Jahre einging. Boost wurde eine Serie von Doppelmorden an Liebespaaren angelastet. Gerichtsfest nachgewiesen wurde ihm allerdings nur der erste der zur Anklage stehenden Morde, der an dem Anwalt Lothar Servé im Januar 1953.

## Leben
Werner Boost wurde 1928 unter dem Namen Werner Korecki geboren und verbrachte seine Kindheit und Jugend in einem evangelischen Kinderheim in Düsseldorf-Kaiserswerth, wohin ihn seine Mutter abgegeben hatte. Später wurde er in ein Fürsorgeheim eingewiesen, nachdem er seiner Mutter 300 Reichsmark entwendet hatte. Seinen Vater hat Werner Boost nie kennengelernt.
Mit 16 Jahren wurde er nach zwei abgebrochenen Lehren zur Wehrmacht eingezogen und geriet kurz darauf in amerikanische Kriegsgefangenschaft. Ein nach Kriegsende neuerlich unternommener Versuch, seine Lehre als Bäckergeselle zum Abschluss zu bringen, scheiterte und Boost schlug sich als Gelegenheitsarbeiter und Fluchthelfer in der damaligen DDR durch. Er wurde deswegen durch die Justiz in der sowjetischen Besatzungszone zu einer dreiwöchigen Gefängnisstrafe verurteilt.
1949 heiratete Boost und zog im Jahr darauf mit seiner Familie, zu der zwei Töchter gehörten, zu seiner Mutter nach Düsseldorf. In dieser Zeit wurde er wegen gemeinsam mit seinem Freund und späteren Mordgehilfen Franz Lorbach begangenen Diebstahls zu einer mehrmonatigen Gefängnisstrafe verurteilt.

## Verbrechensserie
Im Jahr 1953 setzte eine drei Jahre andauernde Serie von Doppelmorden an Liebespaaren ein. Das erste Opfer war der Anwalt Bernd Servé. Servé befand sich mit seinem 18-jährigen Partner Adolf Hüllecremer in seinem Auto, als sie von maskierten Tätern überfallen wurden. Während Servé nach einem gezielten Kopfschuss sofort verstarb, konnte Hüllecremer demselben Schicksal dank eines Tricks entgehen. Die Mörder glaubten ihn nach dem Schlag mit einer Waffe tot, tatsächlich hatte sich der leicht verletzte Hüllecremer nur totgestellt und konnte später die Polizei alarmieren.
Im November 1955 barg die Polizei aus einem Kiessee bei Düsseldorf-Kalkum ein versenktes Auto, darin die Leichen des 26-jährigen Bäckers Friedhelm Behre und seiner Lebensgefährtin Thea Kürmann – wie Servé und Hüllecremer beide ausgeraubt und ermordet.
Am 8. Februar 1956 stießen Polizeibeamte bei der Suche nach zwei als vermisst gemeldeten Personen auf ein leeres Fahrzeug. Weil sich im Inneren zahlreiche Blutspuren feststellen ließen, wurde das umliegende Gebiet weiträumig durchsucht. Am nächsten Tag fand man in einem unweit des Fahrzeuges gelegenen Heuschober die verbrannten Leichen der vermissten 20-jährigen Sekretärin Hildegard Wassing und ihres Begleiters Peter Falkenberg.

## Festnahme und Gerichtsverfahren
Vier Monate später wurde Boost festgenommen. Ein Revieroberjäger entdeckte ihn dabei, wie er in einem Wäldchen nahe Düsseldorf ein Liebespaar beim Amüsement im Auto beobachtete. Obwohl die Möglichkeit zur Flucht bestanden hätte, leistete Boost bei seiner Verhaftung keinen Widerstand.
Bei dem Gerichtsprozess im Juni 1956 sagte sein ehemaliger Tathelfer Lorbach gegen Boost aus. Lorbach gestand den Überfall auf Bernd Servé und dessen Partner im Jahr 1953 und gab an, Boost habe sein Opfer durch einen gezielten Kopfschuss getötet. Aufgrund dieser Aussage wurde Boost wegen Mordes in Tateinheit mit schwerem Raub zu lebenslanger Zuchthausstrafe verurteilt.
Die anderen Boost zur Last gelegten Doppelmorde – sowie ein weiterer Mordversuch an einem Liebespaar im Jahr 1956, der nur verhindert werden konnte, weil die Frau Passanten um Hilfe rufen konnte – sah das Gericht als nicht ausreichend bewiesen an.
Das Verhalten und Vorgehen des ansonsten eher als unauffällig geltenden Angeklagten im Prozess wurde von Verfahrensbeobachtern als charismatisch beschrieben. In ähnlicher Weise schilderte Franz Lorbach, der sich als von Boost gesteuertes personales Instrument dessen bizarrer Phantasien auf der Suche nach dem perfekten Mord darstellte, sein Verhältnis zu Werner Boost.
Lorbach wurde, unter Berücksichtigung seines Geständnisses, wegen Beihilfe zu 6 Jahren Freiheitsstrafe verurteilt.
Im Juli 1990 wurde Werner Boost nach 34 Jahren Haft aus der Justizvollzugsanstalt Schwerte  entlassen.